# Pitcairnia macranthera
Pitcairnia macranthera är en gräsväxtart som beskrevs av Éduard-François André. Pitcairnia macranthera ingår i släktet Pitcairnia och familjen Bromeliaceae. Inga underarter finns listade i Catalogue of Life.